# Maputsoe
Maputsoe es una localidad de Lesoto, en el distrito de Leribe.

## Demografía
Según censo 1986 contaba con 20.000 habitantes. La estimación 2010 refiere a 23.040 habitantes.